# Mike Patton
Michael Allan "Mike" Patton (Eureka, Califòrnia, 27 de gener de 1968) és un cantautor i actor estatunidenc, conegut sobretot per ser el cantant del grup de rock Faith No More, i de sis grups més.
Com a cantant, es caracteritza pel seu eclecticisme i els seus projectes experimentals, i ha rebut crítiques molt favorables per la seva veu, per cantar en crooning, falset, òpera, death growls, rap, screaming, mouth music, beatboxing i scat, entre altres tècniques. El crític musical Greg Prato escrigué: "Patton podria molt bé ser un dels més versàtils i més capacitats cantants de la música rock." Amb relació a la quantitat i diversitat dels grups amb els quals ha treballat Patton, la revista Allmusic l'ha considerat "un visionari musical complet i definitiu, i un geni que sacseja les ments i destrueix els estàndards."
Patton ha produït o coproduït artistes com John Zorn, Sepultura, Melvins, Melt-Banana i Kool Keith. Amb Greg Werckman va fundar la casa discogràfica Ipecac Recordings el 1999, que encara dirigeix des d'aleshores.